# Spelaeoniscus vandeli
Spelaeoniscus vandeli is een pissebed uit de familie Spelaeoniscidae. De wetenschappelijke naam van de soort is voor het eerst geldig gepubliceerd in 1977 door Caruso.